# Monte Carlo (Cișmigiu)

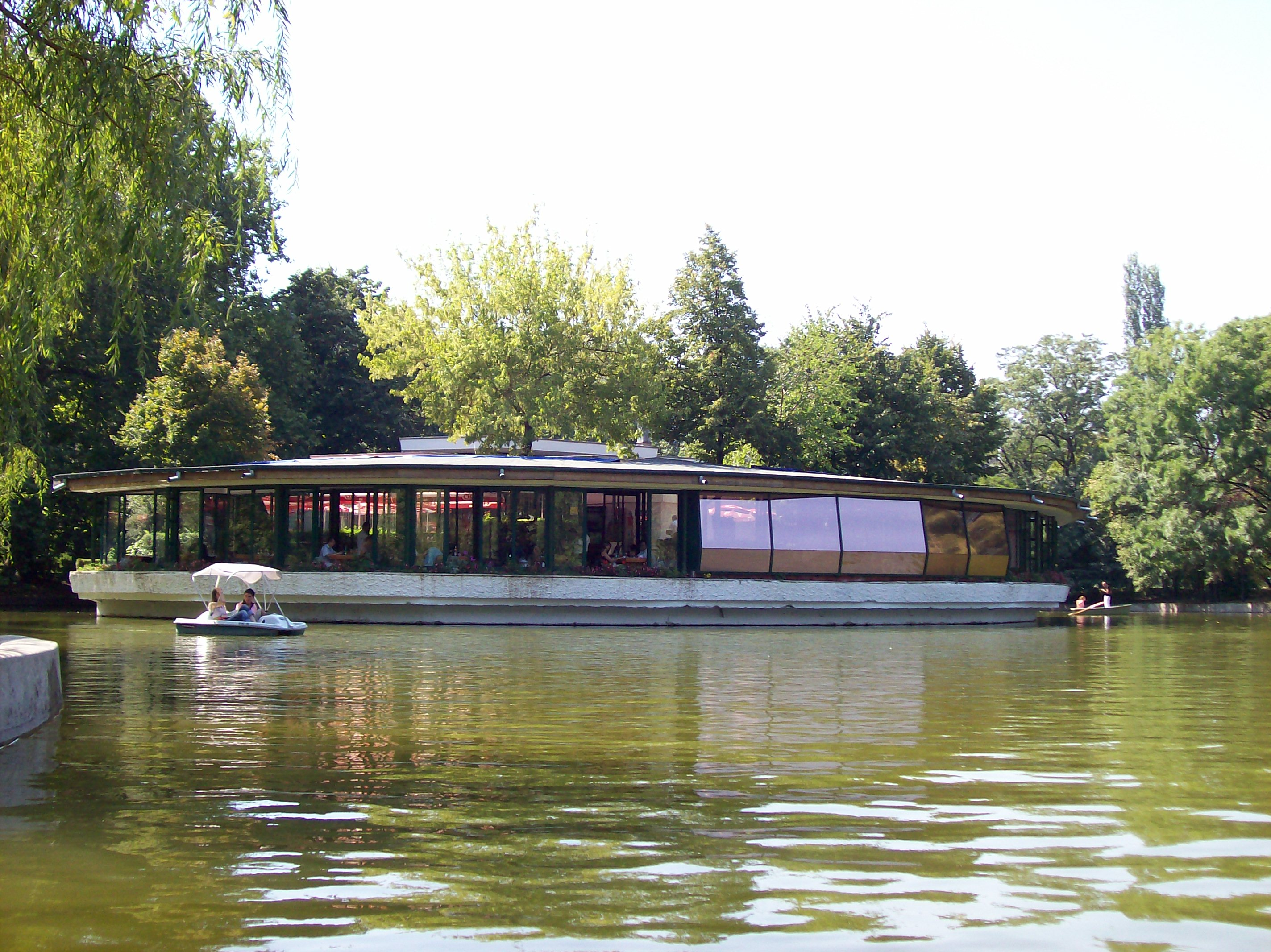
Het restaurant vanaf het meer

Het Monte Carlo is een restaurant midden in het Cișmigiupark, op een eiland in het Cișmigiumeer, in de Roemeense hoofdstad Boekarest. Het restaurant is een van Cișmigiu's grootste attracties. Monte Carlo is gebouwd in Roemeense stijl, ontworpen door architect Ion Mincu. In de Tweede Wereldoorlog werd het restaurant gebombardeerd, maar werd al gauw weer hersteld. Zijn terras gelegen aan het meer blijft toeristen aantrekken, omdat er vanaf het terras een goed uitzicht over het meer is.